# 1932년 하계 올림픽 네덜란드 선수단
네덜란드는 1932년 7월 30일부터 8월 14일까지 미국 로스앤젤레스에서 열린 제10회 하계 올림픽에 참가했다.

## 수영
남자
| 선수 | 세부 종목 | 예선 | 예선 | 준결선 | 준결선 | 결선 | 결선 |
| 선수 | 세부 종목 | 기록 | 순위 | 기록   | 순위   | 기록 | 순위 |

## 육상
남자
| 선수 | 세부 종목 | 1차 예선 | 1차 예선 | 준준결선 | 준준결선 | 준결선 | 준결선 | 결선 | 결선      |
| 선수 | 세부 종목 | 기록     | 순위     | 기록     | 순위     | 기록   | 순위   | 기록 | 최종 순위 |